# Australianos europeos
No existe, al día de hoy, un término o palabra aceptable para definir los inmigrantes europeos en Australia, tal y como sucede con la palabra afroamericano, aceptada por la RAE, para definir los descendientes de los esclavos africanos llevados a América, y de su arte, cultura y costumbres, más teniendo en cuenta que abarcan a todo el continente europeo o como la definición de euroasiático de la propia RAE, en su segunda acepción, como "persona mestiza de europeo y asiático, especialmente de la India, Sri Lanka, Indochina", etc. Un descendiente australiano de emigrantes europeos es un ciudadano, o residente en Australia, que tiene sus orígenes en cualquiera de los pueblos originarios de Europa. No existe una definición oficial de lo que es un australiano de Europa, aunque a los efectos de la agregación de datos de la Oficina Australiana de Estadísticas en su Clasificación Estándar Australiana de grupos culturales y étnicos (ASCCEG), ha agrupado a ciertos grupos étnicos en las categorías de "Norte de Europa Occidental" y "Sur y Europa del Este".
Desde poco después del comienzo del asentamiento británico en el año 1788, las personas de ascendencia europea han formado la mayoría de la población en Australia. Los australianos de ascendencia europea actualmente representan aproximadamente el 93 por ciento de la población australiana.
La mayoría de los australianos de ascendencia europea son británicos (ingleses, escoceses, galeses, córnicos), irlandeses o (anglo-celtas) - origen ancestral. Otros grupos importantes son los italianos, alemanes, españoles, franceses, griegos, neerlandeses, judíos, portugueses, maltesa, bosnios, croatas, serbios, macedonios, húngaros, polacos, rusos, suecos y turcos.

## Historia

### Primeros avistamientos por los europeos
Los primeros registros de los navegantes europeos que navegaron en aguas 'australianas' se producen alrededor del año 1606, e incluyen sus observaciones de la tierra conocida como Terra Australis Ignota ("[la] Tierra Desconocida del Sur"). El primer barco y tripulación en trazar la costa de Australia y reunirse con los aborígenes fue el Duyfken capitaneado por el holandés, Willem Janszoon.

Haciendo historia: Aborígenes nativos avistando la primera flota a su llegada.

Se estima que entre los años 1607 y 1770, 54 barcos europeos de una serie de diferentes países tomaron contacto. Muchos de ellos eran buques mercantes de la Compañía Neerlandesa de las Indias Orientales, incluyendo los buques de Abel Tasman. Tasman había cartografiado el norte, sur y oeste de Australia, que entonces era conocida como Nueva Holanda.
En el año 1770, el Teniente inglés James Cook trazó la costa este de Australia en su barco HMS bricbarca Endeavour. Cook reclamó para Gran Bretaña la costa este bajo la instrucción del rey Jorge III el 22 de agosto del año 1770 en las Islas Posesión, nombrando el este de Australia Nueva Gales del Sur. La costa de Australia, con Tasmania como una isla separada, fue mapeada en detalle por marinos ingleses; los navegantes Bass y Matthew Flinders y el navegante francés Nicolas Baudin. Un mapa casi completo de la costa fue publicado por Matthew Flinders en el año1814.
Este período de la exploración europea se refleja en los nombres de lugares como el Estrecho de Torres, Tierra de Arnhem, Archipiélago Dampier, Tasmania, Islas Furneaux, parque nacional de Freycinet y La Perouse. Expediciones francesas entre los años 1790 y 1830, encabezadas por Bruni d'Entrecasteaux, Nicolas Baudin, y Tobias Furneaux, fueron grabadas por los naturalistas Jacques Julien Houtton de La Billardière y François Péron.

### Primeros asentamientos de europeos

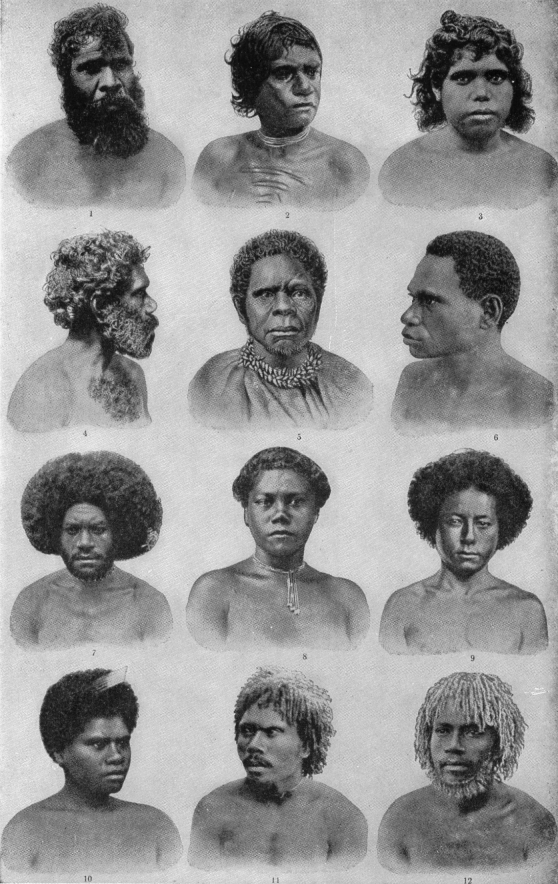
Aborígenes Australianos
1. Australia del Norte 2. Mujer de Australia del Norte 3. Mujer de Australia del Sur 4. Australia del Sur, Tribu Moroya 5. Mujer de Tasmania 6. Aborigen de Nueva Guinea 7. Jefe Fiyi 8. Muchacha Fiyi 9. Assachoreter de Taling 10. Muchacha Tonga de Nueva Caledonia 11. Hombre Utuan 12. Hombre de Nueva Bretaña

La Colonia de la Corona británica de Nueva Gales del Sur se inició con el establecimiento de un asentamiento en Sydney Cove por el capitán Arthur Phillip el 26 de enero del año 1788. Esta fecha se convirtió posteriormente en el día nacional de Australia, Día de Australia. Estas masas de tierra incluían las islas actuales de Nueva Zelanda que fueron administradas como parte de Nueva Gales del Sur. Tierra de Van Diemen, ahora conocida como Tasmania, fue así nombrada en el año 1803.
Otros establecimientos británicos siguieron en varios puntos de todo el continente, la mayoría de ellos sin éxito. En el año 1824 una colonia penal fue establecida cerca de la desembocadura del Río Brisbane (base de la futura colonia de Queensland). En el año 1826 un campamento militar británico fue establecido en Australia Occidental, en King George Sound, para disuadir la colonización francsa. Este campamento fue la base de la posterior ciudad de Albany. En el año 1829 la Colonia River Colony y su capital de Perth fueron fundadas en la propia costa oeste, asumiendo también el control de King George Sound. En un principio una colonia libre, Australia Occidental aceptó más tarde convictos británicos, debido a una aguda escasez de trabajadores.

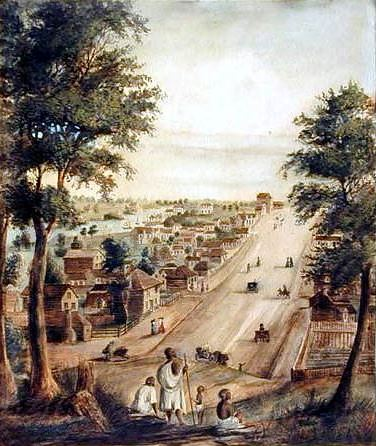
Collins Street, Melbourne, 1839. Acuarela de W. Knight

La Oficina Colonial emitió en el año 1835 la Proclamación del Gobernador Bourke, implementando la doctrina legal de Terra nullius en los que se basaba la colonización británica, lo que reforzaba la idea de que la tierra no pertenecía a nadie antes de que la Corona británica tomara posesión de la misma anulando los tratados anteriores con los pueblos aborígenes, como el firmado por John Batman. Su publicación significó que, a partir de entonces, todas las personas que se encontrasen ocupando tierras sin la autorización del Gobierno serían considerados intrusos ilegales.
Colonias separadas fueron creadas a partir de Nueva Gales del Sur: Australia Meridional en el año 1836, Nueva Zelanda en el año 1840, Victoria en el año 1851, y Queensland en el año 1859. El Territorio del Norte fue fundado en el año 1863 como parte de Australia del Sur. El transporte de convictos a Australia fue eliminado entre los años 1840 y 1868.
Áreas masivas de tierra fueron despejadas para la agricultura y otros propósitos, y aparte de los impactos obvios que esta prematura limpieza de la tierra tuvo en la particular ecología de las regiones, también se vieron muy afectados los indígenas australianos, mediante la reducción de los recursos en los que se basaba su comida, refugios y otros productos básicos. Estos fueron progresivamente forzados en áreas más pequeñas y en la reducción de su número, ya que la mayoría murió de enfermedades recién introducidas y por la falta de recursos. La resistencia indígena en contra de los colonos estaba muy extendida y la prolongada lucha, entre los años 1788 y la década de 1930, llevó a la muerte de al menos 20.000 personas indígenas y entre 2.000 y 2.500 europeos. Desde la mitad hasta finales del siglo XIX muchos australianos indígenas en el sudeste de Australia fueron reubicados, a menudo por la fuerza, a las reservas y las misiones. La naturaleza de muchas de estas instituciones permitieron que las enfermedades se propagasen con rapidez y muchas fueron cerradas cuando la población se redujo.

### Después de la Segunda Guerra Mundial

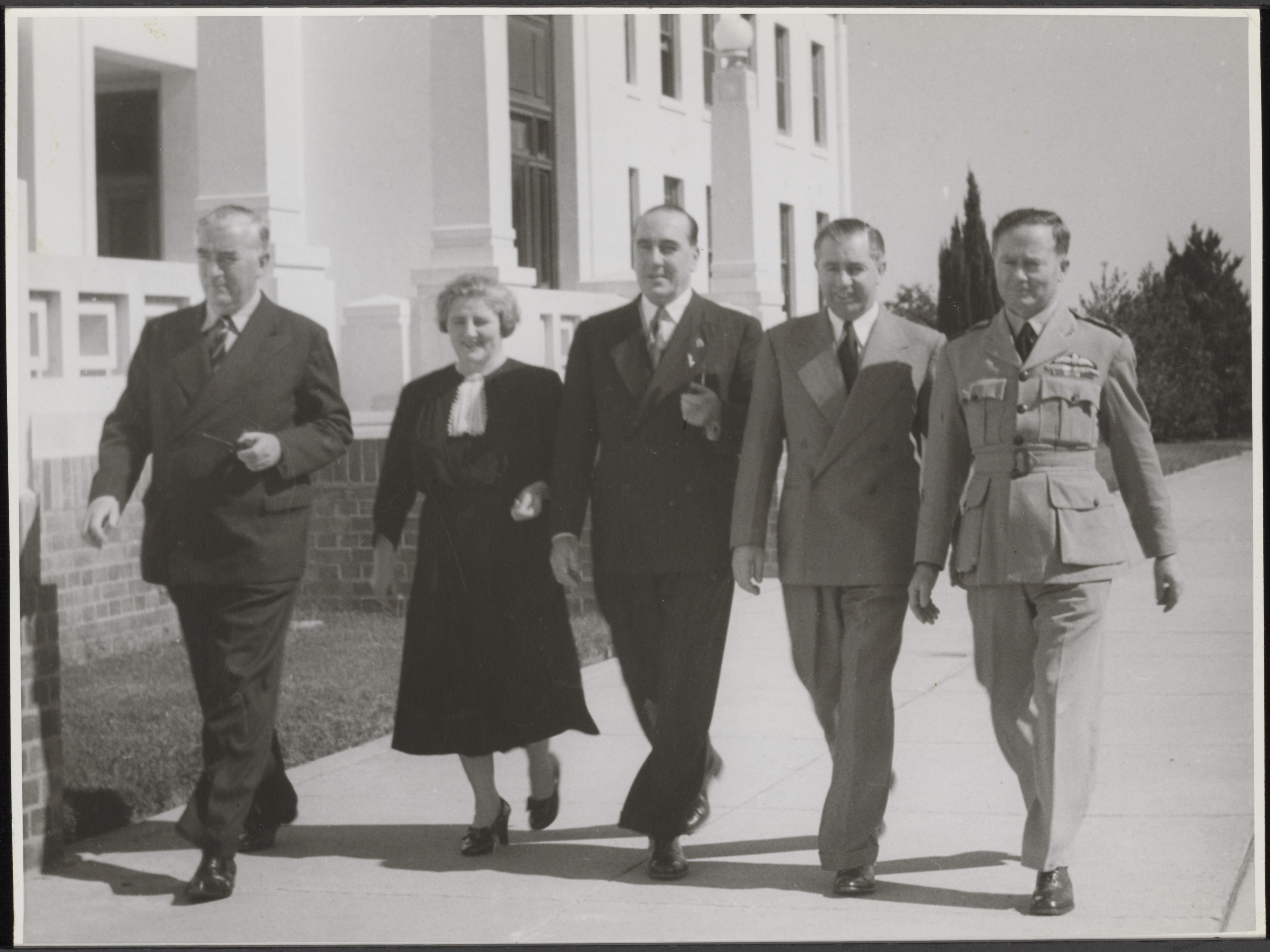
Robert Menzies, Enid Lyons (primera mujer en el Gabinete australiano), Eric Harrison, Harold Holt (sucesor de Menzies) y Thomas White en 1946.

Tras la Segunda Guerra Mundial el Gobierno australiano instigó un programa masivo europeo de inmigración. Después de una estricta prevención de una invasión japonesa, y de sufrir ataques en suelo australiano por primera vez, se vio que el país se debía "poblar o perecer". Antes de la Segunda Guerra Mundial, Australia se había visto como gran parte de ascendencia británica e irlandesa, pero después de la Segunda Guerra Mundial el éxito de los Estados Unidos y la razón de su éxito, que es en gran medida la creación de una diáspora europea, no podía ser ignorado por Australia. La inmigración trajo migrantes tradicionales del Reino Unido, junto con, por primera vez, un gran número del Sur y de y Centro de Europa. La economía australiana estaba en pleno auge, en agudo contraste con una Europa devastada por la guerra, y los inmigrantes recién llegados encontraron empleo en programas asistidos por el gobierno como el proyecto hidroeléctrico y de irrigación en las Montañas Nevadas. Dos millones de inmigrantes llegaron entre los años 1948 y 1975, muchos de los cuales se afiliaron al recién fundado Partido liberal de Australia de Robert Menzies que dominó gran parte de la era inmediata de la posguerra, tras derrotar al Gobierno del Partido Laborista Australiano de Ben Chifley en el año 1949. Menzies supervisó la expansión en la posguerra y se convirtió en el líder más veterano del país. La industria manufacturera, con anterioridad jugando un papel menor en una economía dominada por la producción primaria, se vio aumentado considerablemente. Desde la década de 1970, y de la abolición de la política de la Australia Blanca que pesaba sobre Asia y otras partes del mundo, la demografía de Australia, la cultura y la imagen de sí misma se han transformado radicalmente.
En esta era de la posguerra los australianos descendientes de inmigrantes europeos han jugado un papel importante en la diversificación económica de Australia, ayudando a desarrollar unos fuertes servicios basados en la economía.

## Cultura
Predominan el idioma inglés, la existencia de un Sistema de Westminster de gobierno democrático, el cristianismo como religión dominante y la popularidad de deportes como el cricket y el rugby, evidencias de una significativa patrimonio anglo-celta. Europea linaje cultural australiano se remonta a Europa y está institucionalizada en la forma de su gobierno, las tradiciones y la educación cívica. La cultura dominante de los europeos/australianos era británica hasta mediados del año 1950 cuando la segunda oleada de inmigrantes procedentes de otras partes de Europa.

## Tabla de ascendientes europeos
| Número | Ascendencia        | 1986 | % de AUS 1986 | 2001      | % de AUS 2001 | 2006       | % de AUS 2006 | Cambio de 2001 a 2006 |
| ------ | ------------------ | ---- | ------------- | --------- | ------------- | ---------- | ------------- | --------------------- |
| 1      | Albanesa           |      |               | 10.459    |               | 11.313     | 0,1%          |                       |
| 2      | Azerí              |      |               |           |               | 294        |               |                       |
| 3      | Armenia            |      |               |           |               |            |               |                       |
| 3      | Austriaca          |      |               | 38.112    |               | 41.490     | 0,2%          |                       |
| 4      | Australiana        |      |               | 6.739.594 |               | 7.371.823  | 37,1%         |                       |
| 6      | Bielorrusa         |      |               | 1.378     |               | 1.560      | 0,0%          |                       |
| 7      | Belga              |      |               |           |               | 8.896      | 0,0%          |                       |
| 8      | Bosnia             |      |               | 26.400    |               | 18.463     | 0,1%          |                       |
| 9      | Británica          |      |               | 11.760    |               | 5.681      | 0,0%          |                       |
| 10     | Búlgara            |      |               | 4.179     |               | 4.898      | 0,0%          |                       |
| 11     | Croata             |      |               | 105.747   |               | 118.049    | 0,6%          |                       |
| 12     | Checa              |      |               | 17.126    |               | 21.194     | 0,1%          |                       |
| 13     | Chipriota          |      |               |           |               |            |               |                       |
| 14     | Danesa             |      |               | 38.637    |               | 50.414     | 0,3%          |                       |
| 15     | Neerlandesa        |      |               | 268.754   |               | 310.082    | 1,6%          |                       |
| 16     | Inglesa            |      |               | 6.358.880 | 36%           | 6.283.647  | 31,6%         |                       |
| 17     | Estonia            |      |               | 7.543     |               | 8.234      | 0,0%          |                       |
| 18     | Finlandesa         |      |               | 18,106    |               | 20,987     | 0,1%          |                       |
| 19     | Francesa           |      |               | 79.079    |               | 98.333     | 0,5%          |                       |
| 20     | Georgiana          |      |               | 332       |               | 383        | 0,0%          |                       |
| 21     | Alemana            |      |               | 742.212   |               | 811.543    | 4,1%          |                       |
| 22     | Griega             |      |               | 375.703   |               | 365.150    | 1,8%          |                       |
| 23     | Húngara            |      |               | 62,859    |               | 67.623     | 0,3%          |                       |
| 24     | Islandesa          |      |               | 625       | 0,0%          | 759        | 0,0%          |                       |
| 25     | Irlandesa          |      |               | 1.919.727 |               | 1.803.736  | 9,1%          |                       |
| 26     | Italiana           |      |               | 800.256   |               | 852.421    | 4,3%          |                       |
| 27     | Letona             |      |               | 18.938    |               | 20.061     | 0,1%          |                       |
| 28     | Lituana            |      |               | 12.317    |               | 13.275     | 0,1%          |                       |
| 29     | Luxemburguesa      |      |               |           |               | 167        | 0,0%          |                       |
| 30     | Maltesa            |      |               | 136.754   |               | 153.802    | 0,8%          |                       |
| 31     | Montenegrina       |      |               | 771       |               | 1.168      | 0,0%          |                       |
| 32     | Noruega            |      |               | 17.293    |               | 20.442     | 0,1%          |                       |
| 33     | Polaca             |      |               | 150.900   |               | 163.802    | 0,8%          |                       |
| 34     | Portuguesa         |      |               | 35.687    |               | 41.226     | 0,2%          |                       |
| 35     | Rumana             |      |               | 16.121    |               | 18.325     | 0,1%          |                       |
| 36     | Rusa               |      |               | 60.213    |               | 67.056     | 0,3%          |                       |
| 37     | Escocesa-Irlandesa |      |               |           |               |            |               |                       |
| 38     | Escocia            |      |               | 540.046   |               | 1,501.200  | 7,6%          |                       |
| 39     | Serbia             |      |               | 97.315    |               | 95.362     | 0,5%          |                       |
| 40     | Eslovaca           |      |               | 7.054     | 0,0%          | 8.504      | 0,0%          |                       |
| 41     | Eslovena           |      |               | 14.189    |               | 16.085     | 0,1%          |                       |
| 42     | Española           |      |               | 75.237    |               | 84.327     | 0,4%          |                       |
| 43     | Sueca              |      |               | 24.424    |               | 30.378     | 0,2%          |                       |
| 44     | Suiza              |      |               | 22.151    |               | 26,512     | 0,1%          |                       |
| 45     | Ucraniana          |      |               | 33.960    |               | 37.584     | 0,2%          |                       |
| 46     | Galesa             |      |               | 84.246    |               | 113.242    | 0,6%          |                       |
| 47     | Yugoslava          |      |               |           |               |            |               |                       |
| Total  | ?                  | ?    | %             | ?         | %             | 20.298.870 | 93,2%         |                       |

## Idiomas hablados por inmigrantes en Australia

### Idiomas
El inglés es de facto el idioma nacional de Australia, siendo hablado por la mayoría de la población.
Los idiomas europeos más hablados, aparte del inglés en Australia, son el italiano, el griego, el serbo/bosnio/croata, el español, el alemán, el macedonio, el polaco y el francés.
| Idioma      | Sólo inglés | Italiano | Griego  | Español | Alemán | Macedonio | Croata | Polaco | Serbio |
| Hablado por | 15.581.333  | 316.895  | 252.226 | 98.001  | 75.634 | 67.835    | 63.612 | 53.389 | 52.534 |

| Idioma      | Francés | Maltés | Ruso   | Neerlandés | Portugués | Húngaro | Afrikáans | Bosnio |
| Hablado por | 43.216  | 36.514 | 36.502 | 36.183     | 25.779    | 21.565  | 16.806    | 15.743 |

## Demografía
| Área Metropolitana                             | Población europea (Est) | Personas europeas tanto % de la población total |
| ---------------------------------------------- | ----------------------- | ----------------------------------------------- |
| Sídney, Nueva Gales del Sur                    | 3.606.062               | 81,96%                                          |
| Melbourne, Victoria                            | 3.495.918               | 87,30%                                          |
| Perth, Australia Occidental                    | 1.524.990               | 81,51%                                          |
| Brisbane, Queensland                           | 1.957.655               | 83,56%                                          |
| Adelaida, Australia Meridional                 | 1.240.078               | 87,49%                                          |
| Canberra, Territorio de la Capital Australiana | 366.719                 | 84,70%                                          |
| Darwin, Territorio del Norte                   | 106.996                 | 72,27%                                          |
| Hobart, Tasmania                               | 230.154                 | 89,77%                                          |

## Primeros Ministros descendientes de europeos
Toda la herencia de los treinta y un Primeros Ministros de Australia fueron, y son, descendientes de ancestros europeos, en su mayoría con orígenes en las islas británicas (ingleses, escoceses, escoceses del Úlster, galeses o irlandeses). Chris Watson era de ascendencia alemana por parte paterna (germano-chilena). Anthony Albanese es el único primer ministro australiano de ascendencia italiana, siendo ésta por parte paterna.